# Bactris halmoorei
Bactris halmoorei är en enhjärtbladig växtart som beskrevs av Andrew James Henderson. Bactris halmoorei ingår i släktet Bactris och familjen Arecaceae. Inga underarter finns listade i Catalogue of Life.